# Костёл Святой Анны (Мосар)
Костёл Святой Анны (бел. Касцёл Святой Ганны) — католический храм в деревне Мосар, Витебская область, Беларусь. Относится к Шарковщинскому деканату Витебского диоцеза. Памятник архитектуры в стиле классицизм, построен в 1792 году. Включён в Государственный список историко-культурных ценностей Республики Беларусь (код 212Г000397).

## История
Костёл Святой Анны построена в 1792 году на средства Роберта и Анны Бжостовских, владевших Мосаром в конце XVIII века.
В Национальном историческом архиве Беларуси хранятся метрические книги Мосарского костела за 1827-1847 годы.
В 1886 году настоятелем Мосарского прихода Дисненского деканата был ксендз Болеслав Куликовский.
В 1915 году - ксендз Игнатий Эйнер.
Наибольшей численности приход достигнул в 20-30 годы XX века, когда Мосар был в составе Польши. В 1929 году приход насчитывал более 5700 верующих. В 1926—1931 годах шло возведение каменной колокольни вместо прежней деревянной.
Во время Второй мировой войны костёл действовал, а после неё, несмотря на попытки советских властей закрыть храм, в нём служил после возвращения из сибирской ссылки священник Михал Сухаревич вплоть до смерти в 1961 году. С 1961 по 1988 годы у прихода не было священника, но верующие продолжали собираться в храме и молиться.
С 1990 года и вплоть до смерти в 2010 году приходским священником служил Юзеф Булька. При нём храм был восстановлен, перед храмом разбит парк, построены стояния Крестного пути. Юзеф Булька боролся с пьянством, при церкви организовал антиалкогольный музей и заложил в парке «аллею трезвости». В 2006 году за свою деятельность настоятель был награждён медалью Франциска Скорины.
15 августа 2005 года возле стены костёла, при большом количестве верующих торжественно открыт памятник Иоанну Павлу II.

## Архитектура
Храм Святой Анны имеет прямоугольный в плане объём, накрытый двускатной крышей. Главный и боковые фасады завершены высокими треугольными фронтонами, поделёнными на 3 части пилястрами, и прорезанными в центре прямоугольным дверным и арочным оконным проемами.
В интерьере выделяются образа «Распятие» и «Богоматерь Одигитрия» (XVIII век). По периметру храма размещены 14 горельефных панно со стояниями Крестного пути (конец XVIII-начало XIX века).
Трёхъярусная колокольня 1931 года постройки имеет шатровое завершение с крестом. В парке перед храмом усилиями о. Ю. Бульки поставлены скульптура Пьета, грот Богоматери и 14 стояний Крестного пути.
В храме хранится фрагмент мощей Святого Иустина, который был привезён в середине XVIII века старостой Антонием Кощицем из Рима в качестве личного подарка папы Бенедикта XIV. Первоначально мощи пребывали в Мяделе, в кармелитской церкви. После её закрытия были перенесены в 1838 году в Мосар. В настоящее время они хранятся в боковой часовне у алтаря Богоматери.